# EME (radio)

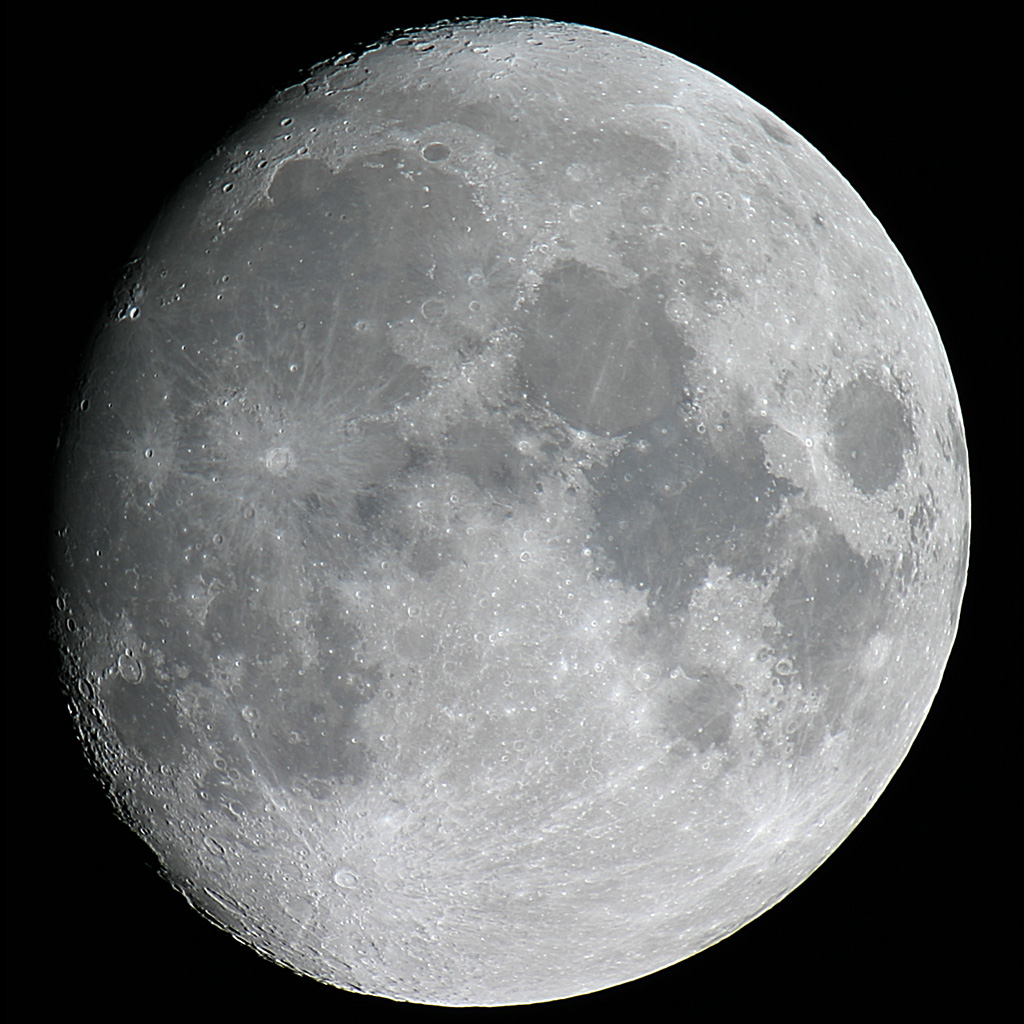
La Lune en vue directe des pays (sans couverture nuageuse).

Propagation par réflexion sur la Lune vers tous pays en vue directe de cet astre (sans couverture nuageuse).

Pour les articles homonymes, voir EME.
EME (Earth-Moon-Earth), désignée en français par radiocommunication Terre-Lune-Terre, est une discipline fondée sur la propagation d'ondes radios par réflexion sur la Lune utilisée entre plusieurs services de télécommunication. Les stations radios sur la Terre doivent voir la Lune en même temps pour communiquer.

## Histoire

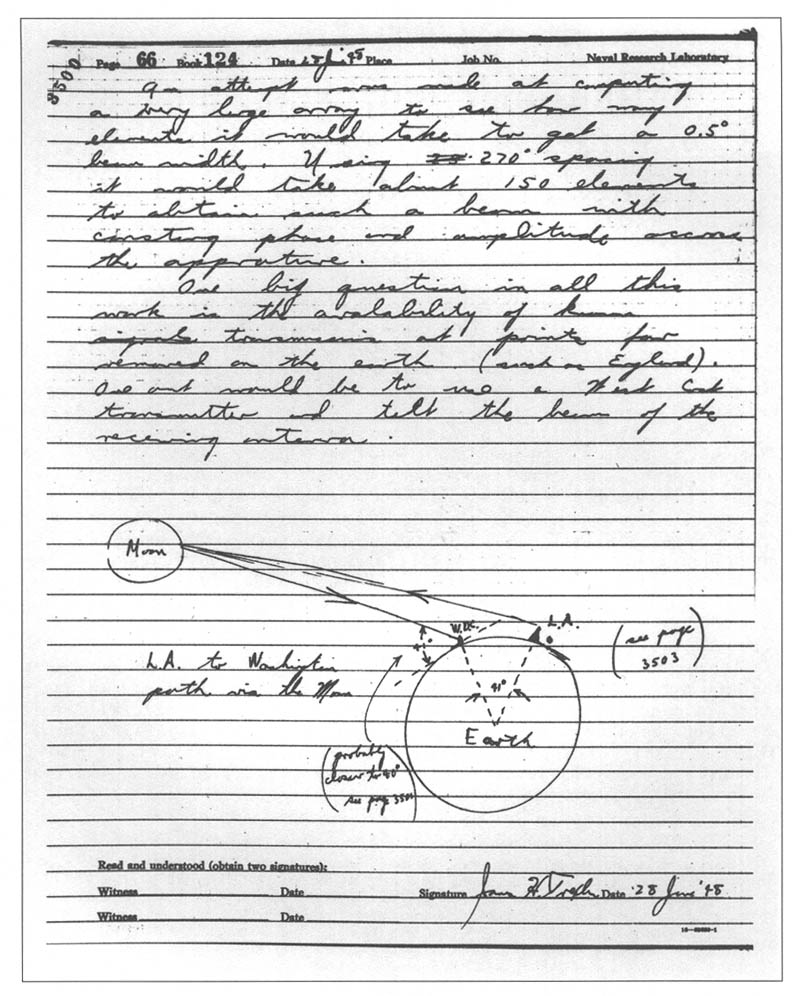
Note des radiocommunications EME.

- La technique a été développée par l'armée américaine peu après la Seconde Guerre mondiale. Les communications EME en radiotélétype ont eu un apogée durant une vingtaine d'années.
- La première réception d'échos de la Lune a réussi le 10 janvier 1946 depuis le Fort Monmouth dans le New Jersey par John DeWitt Hibbett (Projet Diana).
- L'application a été suivie dans l'US Navy, dont des connexions en Radiotélétype entre Pearl Harbor et Washington[1].
- Puis en 1953, la première réception réussie de signaux provenant de la Lune par les radioamateurs.
- Puis dès 1963, les communications par les satellites artificiels de télécommunications ont progressivement révolutionné ce trafic.

## Technique
Les bandes radios employées sont la bande VHF, la bande UHF et la bande SHF, avec une puissance rayonnée de plusieurs millions de watts en direction de la Lune obtenue par des antennes à grand gain et un émetteur radio de grande puissance de l'ordre de 500 W à 20 kW. Ceci est dû à la faible valeur de l'albédo lunaire (environ 8 %) et à l'importance de la distance entre la Terre et la Lune (en moyenne 384 400 km, le signal radio nécessaires pour parcourir environ 770 000 km de la Terre à la Lune et de retourner à la Terre arrive en environ 2,5 secondes. L'affaiblissement de propagation (« Path-loss ») est donc très important de l'ordre de plusieurs centaines de dB.
Exemple : Bilan de liaison dans la bande 1 296 MHz avec une puissance de 500 W en radiotélégraphie, une température de bruit du récepteur radio de 300 K, une bande passante de 100 Hz et des antennes paraboliques avec 35 dB de gain à chaque extrémité, une pour l'émission et une pour la réception radio, le signal sera de 5 dB au-dessus du bruit. L'affaiblissement par réflexion sur la Lune est dans cette bande 1 296 MHz par une atténuation 271 dB avec en plus un affaiblissement de propagation de l'ordre de 20 dB pour chaque traversée de nuage sur le parcours antenne d'émission - Lune - antenne de réception. Et un affaiblissement de propagation supplémentaire de l'ordre de 12 dB en cas de pluie.
Des bruits radios cosmiques sont reçus dans la bande 144,000 MHz et les bruits radios cosmiques sont très importants dans la bande 50 MHz.

## Antenne

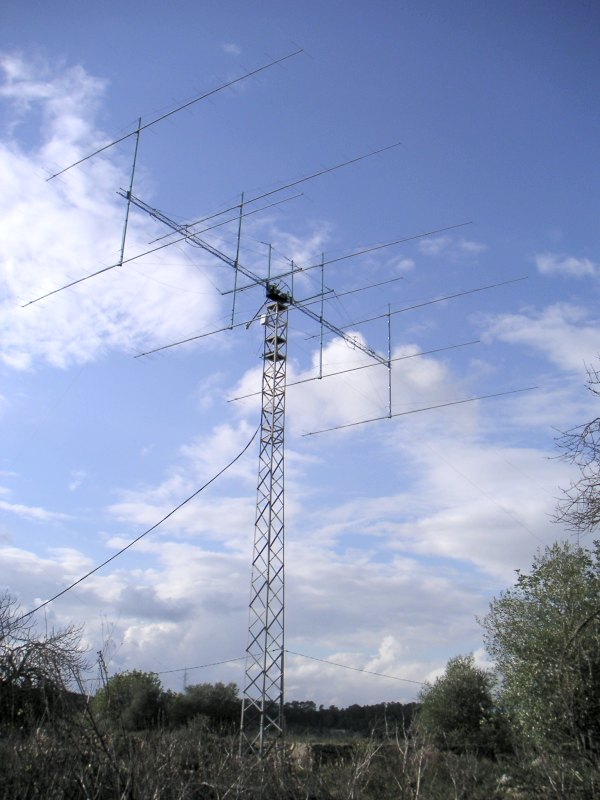
Groupe de 8 antennes Yagi pour la bande 144 MHz EME.

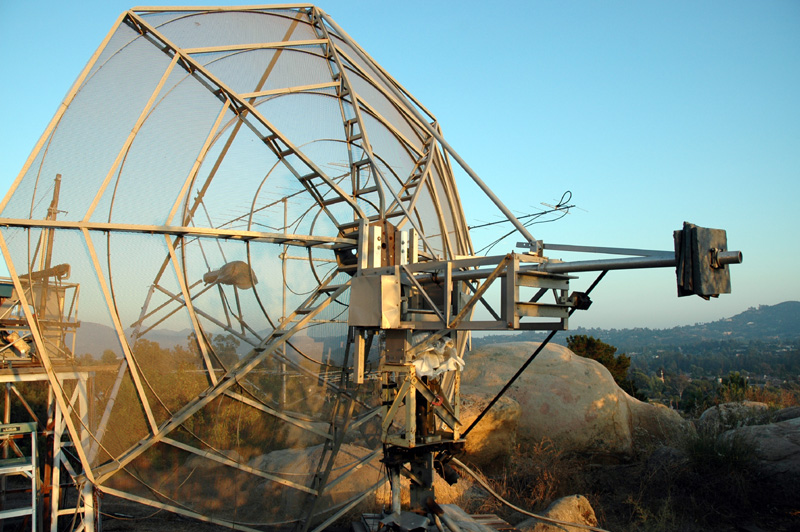
Antenne parabolique EME 432 MHz. WA6PY, Californie, USA.

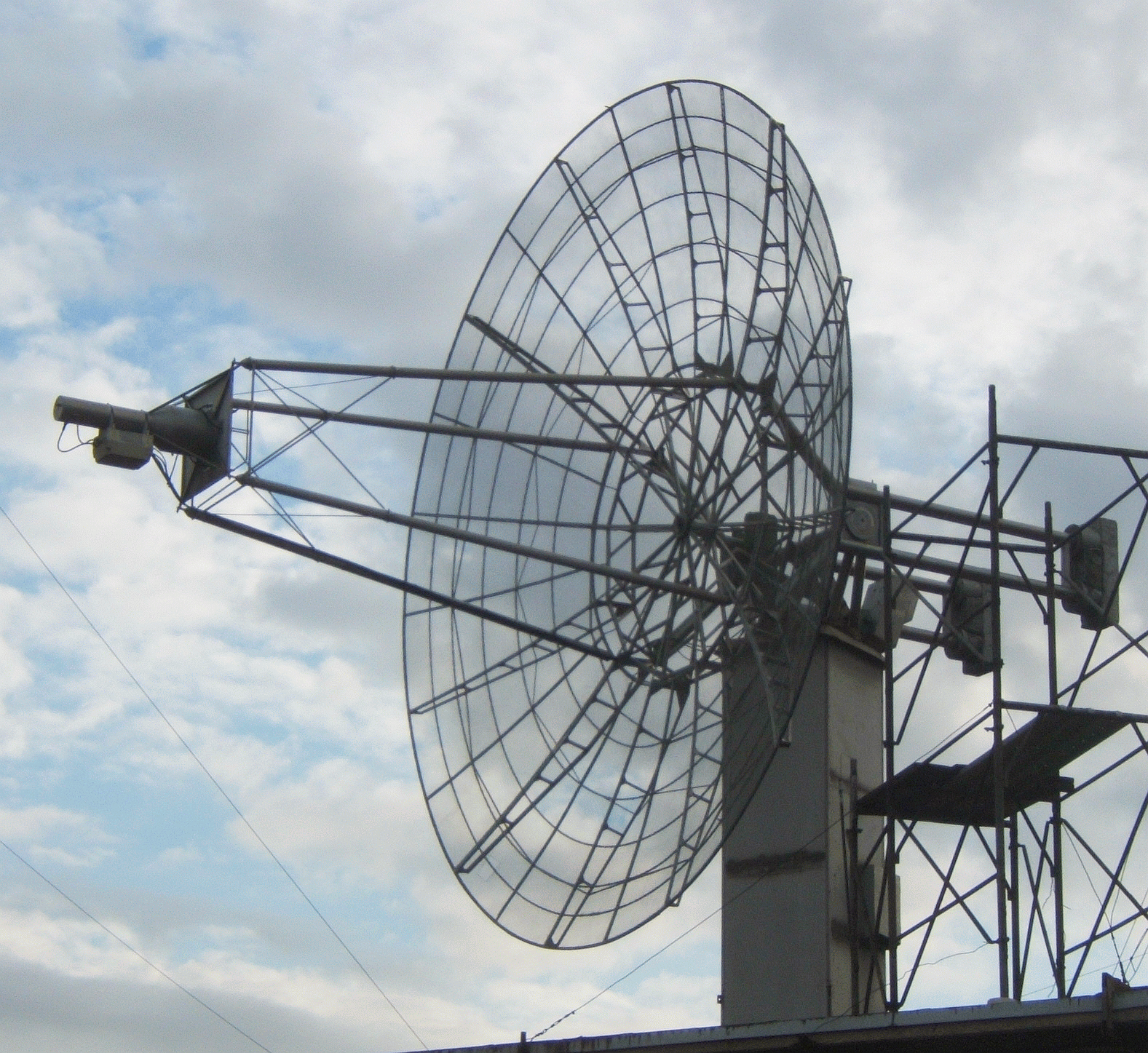
Antenne parabolique EME pour la bande UHF. I2FZX, Milan, Italie.

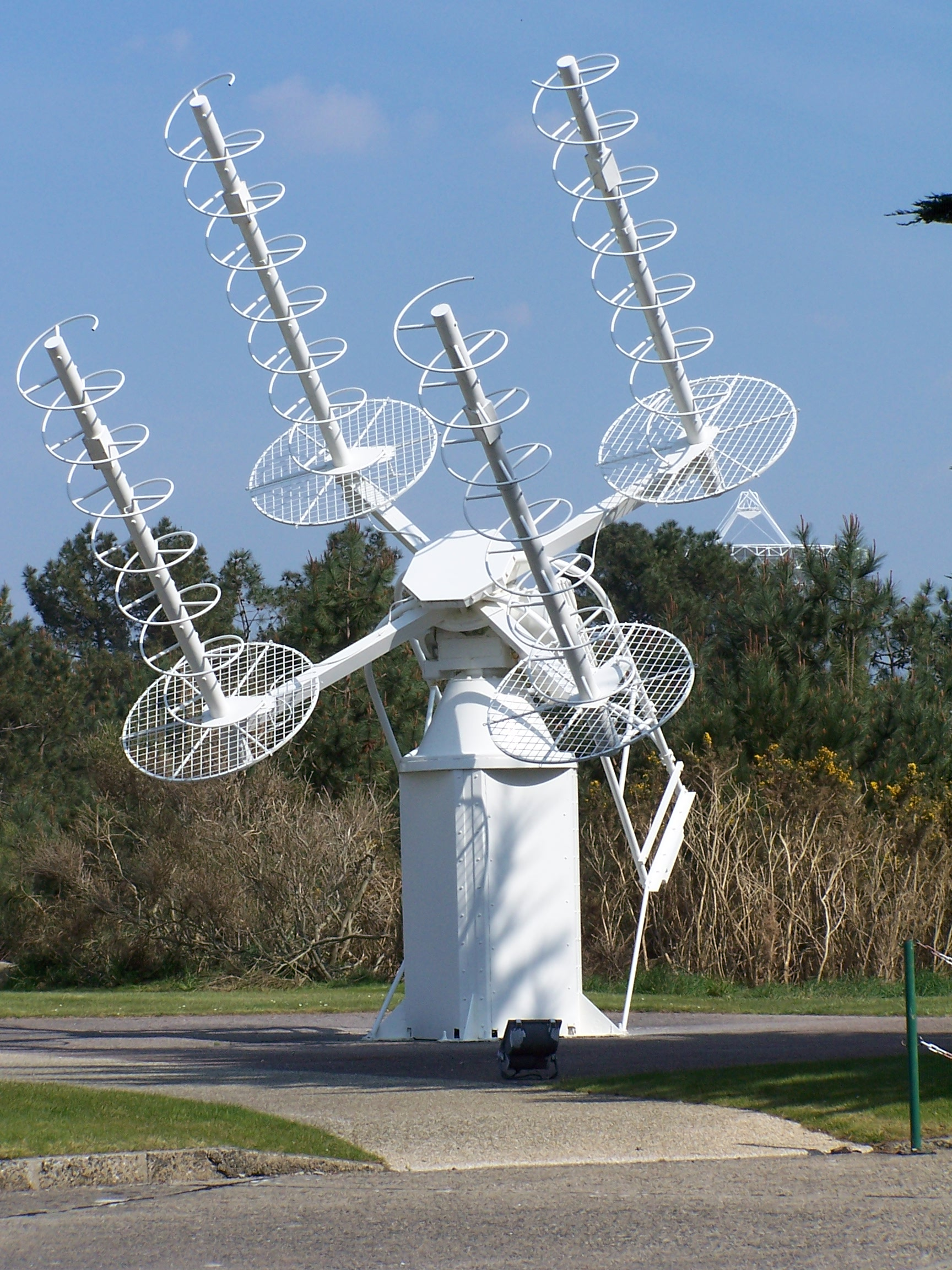
Groupe de 4 antennes hélice.

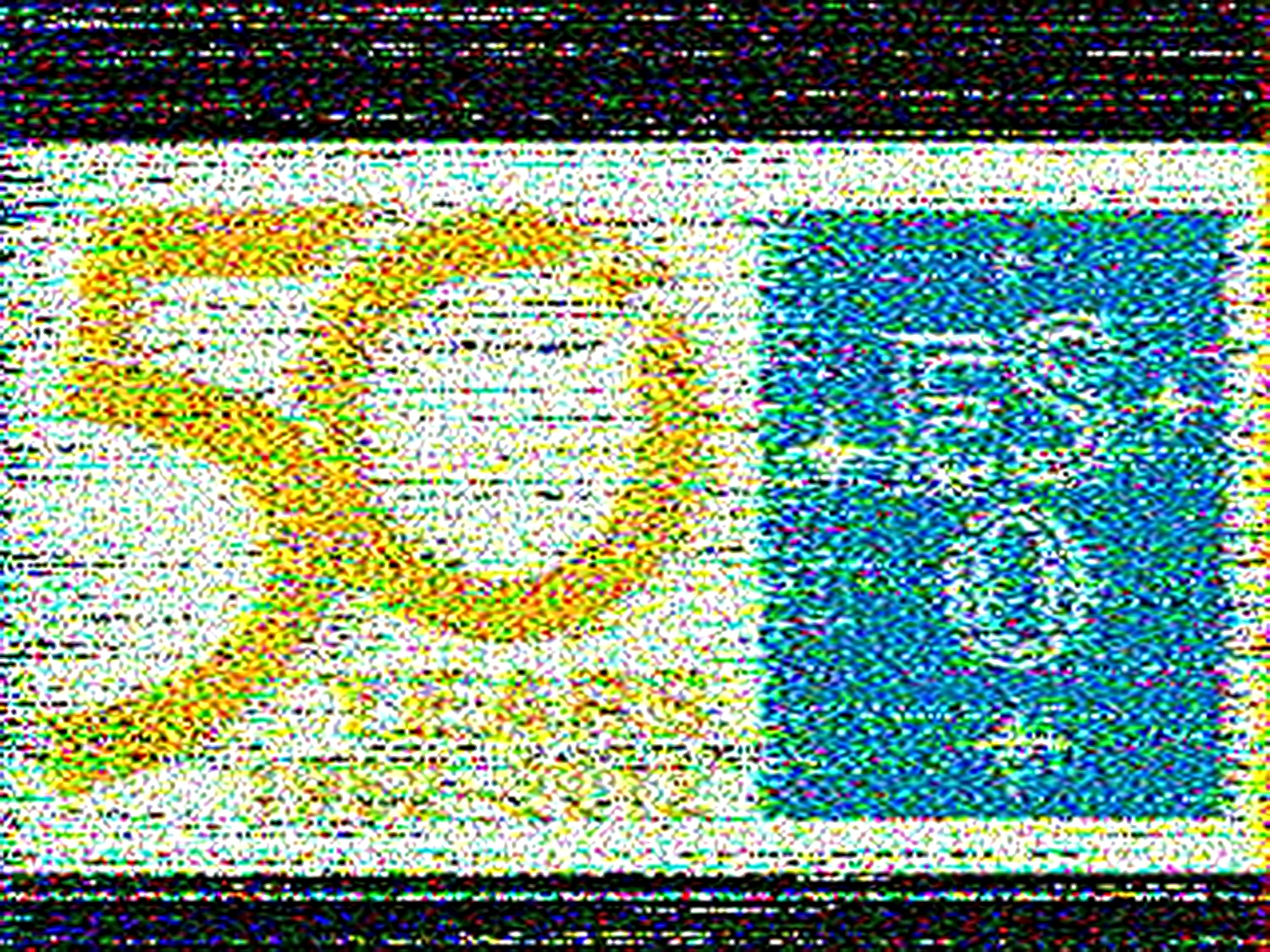
Cette image a été reçue par réflexion sur la lune.

Les antennes utilisées pour ce type de trafic est l'antenne parabolique et les réseaux d'antennes de type antenne Yagi, antenne hélice axiale, antenne log-périodique, antenne dièdre, antenne plate, antenne quad, antenne cornet.
Ce groupement d'antennes travaille en antenne réseau à commande de phase pouvant être installée dans un radôme. dépointage[Quoi ?].

## Effet Doppler
- Au lever de la Lune, les signaux arrivant sont décalés d'environ 300 Hz plus haut en raison de l'effet Doppler entre la Terre et la Lune.
- Puis la Lune arrive jusqu'au zénith, l'effet Doppler se rapproche de 0 Hz.
- Au coucher de la Lune, les signaux arrivant sont décalés d'environ 300 Hz plus bas en raison de l'effet Doppler entre la Terre et la Lune.

L'Effet Doppler, par le décalage en fréquence, cause des problèmes pour les radiocommunications utilisant des faibles bandes passantes comme la Radiotélétype, la Radiotélégraphie, la téléphotographie, , etc.

## Radioamateur
Tableau de d'affaiblissement électromagnétique par réflexion sur la Lune « EME » et en fonction des fréquences.
| Fréquences                                                 | Atténuation en dB |
| ---------------------------------------------------------- | ----------------- |
| Bande 50,310 à 50,320 MHz                                  | 243 dB            |
| Bande 144,000 à 144,035 MHz et Bande 144,120 à 144,160 MHz | 252 dB            |
| Bande 222,000 à 222,050 MHz                                | 257 dB            |
| Bande 432,000 à 432,025 MHz                                | 262 dB            |
| Bande 1 296,000 à 1 296,025 MHz                            | 271 dB            |
| Bande 2 320,000 à 2 320,025 MHz                            | 276 dB            |
| Fréquence d’appel 10,368 GHz                               | 289 dB            |
| Fréquence d’appel 24,048 2 GHz                             | 306 dB            |

Exemple d'une liaison EME
Un signal de 1 kW (+60 dBm) fourni à une antenne de gain de +35 dB pointé vers la lune,

avec une antenne de réception de gain de +35 dB pointé aussi vers Lune alimentant un préamplificateur d'antenne faible bruit. 

La totalité des gains est de (60 dBm + 35 dB + 35 dB) = 130 dB. 

L'atténuation sur la bande 144 MHz est de 252 dB, soit (130 dB - 252 dB) = −122 dBm ; 

ce signal de 1 kW (+60 dBm) arrivera : S4 soit 0,16 μV (50 Ω), −122 dBm, −15 dBμV (50 Ω), 631 aW. 
Sur les bandes VHF/UHF/SHF, sur les S-mètre, le point S9 est réglé pour une puissance de −93 dBm, soit l'équivalent de 5 μV à l'entrée antenne du récepteur, pour une impédance de 50 Ω.
| Points S | μV (50 Ω) | dBm   | dBμV (50 Ω) | Watt    |
| -------- | --------- | ----- | ----------- | ------- |
| S9       | 5,0       | - 93  | + 14        | 500 fW  |
| S8       | 2,5       | - 99  | + 8         | 125 fW  |
| S7       | 1,26      | - 105 | + 2         | 31,6 fW |
| S6       | 0,63      | - 111 | - 4         | 7,94 fW |
| S5       | 0,32      | - 117 | - 10        | 2 fW    |
| S4       | 0,16      | - 123 | - 16        | 500 aW  |
| S3       | 0,08      | - 129 | - 22        | 126 aW  |
| S2       | 0,04      | - 135 | - 28        | 31,6 aW |
| S1       | 0,02      | - 141 | - 34        | 7,94 aW |

### 144 MHz
Tableau des gains d’antenne électromagnétique et des largeurs de bande pour un facteur de signal/bruit de 3 dB dans la bande 144,000  à   144,035 MHz avec 600 W d'émission. 
Même gain pour l'antenne d'émission et pour l'antenne de réception.

| Largeur de bande en Hz | Gain de chaque antenne |
| ---------------------- | ---------------------- |
| 100 Hz                 | 22 dB                  |
| 400 Hz                 | 25 dB                  |
| 1 000 Hz               | 27 dB                  |
| 4 000 Hz               | 30 dB                  |